# Apure
Apure é um dos estados da Venezuela, sendo o 3° maior em tamanho.

## Demografia
De acordo com o Censo de 2011, a composição de sua população era a seguinte:
| Grupo racial | População | %    |
| ------------ | --------- | ---- |
| Mestiços     | —         | 63.5 |
| Brancos      | 157,193   | 30.2 |
| Negros       | 28,628    | 5.5  |
| Outros       | —         | 0.8  |

## Municípios
1. Achaguas (Achaguas)
2. Biruaca (Biruaca)
3. Muñoz (Bruzual)
4. Páez (Guasdualito)
5. Pedro Camejo (San Juan de Payara)
6. Rómulo Gallegos (Elorza)
7. San Fernando (San Fernando de Apure)